# Acide molybdique
L'acide molybdique est un composé chimique de formule H2MoO4. Il s'agit de l'hydrate du trioxyde de molybdène MoO3, solide ou en solution.
Le monohydrate MoO3·H2O est la forme la plus simple d'acide molybdique, bien que le dihydrate MoO3·2H2O soit également connu. À l'état solide, l'acide molybdique se présente sous la forme de couches aux motifs MoO5·H2O coordonnés à géométrie octaédrique dans lesquels quatre sommets sont partagés. Le dihydrate présente la même structure, avec les molécules H2O supplémentaires intercalées entre les couches.
Le trihydrate MoO3·3H2O a été caractérisé par spectroscopie Raman dans une solution aqueuse de sels de molybdate acidifiée.